# 隠岐の田楽と庭の舞
隠岐の田楽と庭の舞（おきのでんがくとにわのまい）は、島根県隠岐郡西ノ島町美田・浦郷に伝わる民俗芸能の田楽。保護団体は、隠岐の田楽と庭の舞保存連合会（美田八幡宮田楽保存会、日吉神社庭の舞保存会）。
島根県隠岐諸島には、隠岐国分寺蓮華会舞を初め古風をとどめた多くの芸能が伝承されているが、西ノ島町の美田八幡宮で奉納される『田楽』は、美田郷全体の祭として郷内の七里の氏子が、舞、囃子、舞台・楽屋作りその他の諸役を分担して行ってきたものであり、「神の相撲」「獅子舞」「田楽躍」が伝承されている。
一方、同じく西ノ島町の日吉神社の『庭の舞』は、古くは「五木の祭」といわれたものであり、「真言」「庭の舞」「神の相撲」「十方拝福」「神楽」の5つの芸能が演じられていたが、明治の神仏分離の影響で「真言」は行われなくなり「神楽」も絶えてしまい、現在では「庭の舞」「神の相撲」「十方拝礼（田楽躍）」の三つが伝えられている。
このように内容の類似した芸能が、ほぼ同一地域で隔年に実施される美田八幡宮と日吉神社の祭礼に奉納されており、両者を併せ隠岐の田楽と庭の舞という名称で、1992年（平成4年）3月11日に重要無形民俗文化財に指定された。